# 불교 용어 목록 (구)

바로가기:
ㄱ
경
구
ㄴ
ㄷ
ㄹ
ㅁ
명
무
묵
ㅂ
불
ㅅ
삼
삽
선
소
수
시
심
ㅇ
오
온
유
육
이
ㅈ 

정
지
ㅊ
ㅋ
ㅌ
ㅍ
ㅎ

## 구
1. 구(具): 경(境)
2. 구(具): 원인[因]
3. 구(句): 문장(文章)
4. 구(垢): 번뇌(煩惱)
5. 구(垢): 번뇌구(煩惱垢)
6. 구(咎): 허물 · 잘못 · 과실

## 구결
《잡아함경》 제19권, 《아비달마발지론》 제3권, 《아비달마품퓨족론》 제1권, 《변중변론》 상권, 《대승아비달마집론》 제4권, 《대승아비달마잡집론》 제6권 등에 따르면 9결(九結)은 다음의 9가지 번뇌를 말한다. 아래 목록에서 각각의 결(結)에 대한 설명은 《아비달마품류족론》에 따른 것이다.
1. 애결(愛結): 탐(貪), 3계의 탐
2. 에결(恚結): 진(瞋), 유정에게 손해를 끼치는 것
3. 만결(慢結): 만(慢), 만(慢) · 과만(過慢) · 만과만(慢過慢) · 아만(我慢) · 증상만(增上慢) · 비만(卑慢) · 사만(邪慢)의 7만(七慢)
4. 무명결(無明結): 치(癡), 3계에서 지혜가 없는 것[無智]
5. 견결(見結): 유신견(有身見) · 변집견(邊執見) · 사견(邪見)의 3견(三見)
6. 취결(取結): 견취(見取) · 계금취(戒禁取)의 2취(二取)
7. 의결(疑結): 의(疑), 진리[諦]에 대하여 망설이는 것
8. 질결(嫉結): 질(嫉), 마음이 질투하고 꺼리는 것
9. 간결(慳結): 간(慳), 마음이 비루하고 인색한 것

9결은 6가지 근본번뇌 즉 탐(貪) · 진(瞋) · 치(癡) · 만(慢) · 의(疑) · 악견(惡見)에서, 악견을 이루는 유신견(有身見, 薩迦耶見, 我見, 我所見) · 변집견(邊執見) · 사견(邪見) · 견취(見取) · 계금취(戒禁取)의 5견(五見) 가운데 유신견 · 변집견 · 사견을 견결(見結)로 하고 견취와 계금취를 취결(取結)로 한 후, 다시 수번뇌인 질(嫉)과 간(慳)을 더한 것이다.

## 구기
구기(俱起)는 함께 일어난다, 함께 생기(生起)한다는 뜻으로, 둘 이상의 법이 동시에 즉 한 찰나 안에서 함께 일어나는 것을 말한다. 구생(俱生)이라고도 한다.
부파불교의 설일체유부와 대승불교의 유식유가행파의 마음과 마음작용에 대한 교의에 따르면, 마음과 마음작용은 서로 상응하여 구기(俱起)한다.
그리고 마음작용들 중에서 설일체유부의 교학에 따르면, 대지법에 속한 마음작용들 10가지는 선한 마음이건, 악한 마음이건, 무기의 마음이건 그 모든 마음과 언제나 구기(俱起)한다. 그리고 유식유가행파의 교학에 따르면, 변행심소에 속한 마음작용들 5가지는 선한 마음이건, 악한 마음이건, 무기의 마음이건 그 모든 마음과 언제나 구기(俱起)한다. 즉, 설일체유부와 유식유가행파는 유정의 정신활동의 근저가 되는 마음작용의 개수에 대해 서로 의견이 다르다.

## 구비소인
구비소인(俱非所引)은 《대승오온론》과 《대승광오온론》에서 혜(慧)의 3가지 종류로 설하는 여리소인(如理所引) · 불여리소인(不如理所引) · 구비소인(俱非所引) 가운데 하나이다.
구비소인의 문자 그대로의 뜻은 '모두[俱]가 아니게 또는 둘 다[俱]가 아니게 이끌어냄[所引]'으로, 이치[理]에 맞는 것도 맞지 않는 것도 아니게 택법(擇法)하는 것을 뜻하며, 《대승광오온론》에 따르면 이것은 불제자(佛弟子: 부처의 제자)도 외도(外道)도 아닌 나머지 중생들의 택법(擇法) 즉 지혜[慧]를 뜻한다. 한편, 여리소인은 불제자들의 택법 즉 지혜를 뜻하고, 불여리소인은 외도(外道)들의 택법 즉 지혜를 뜻한다.

## 구상위인
구상위인(俱相違因)은 선(善)도 불선(不善, 악)도 아닌 무기(無記)의 업(業)을 일으키는 원인[因]을 말한다.
참고: 정인(正因) · 사인(邪因)

## 구생기
구생기(俱生起, 산스크리트어: sahaja)는 모든 번뇌를 크게 구생기(俱生起)와 분별기(分別起)로 나눌 때의 구생기를 말한다.  전생(前生)들에서 스스로 벌어들인 업에 합당하게, 태어날 때 타고나는 선천적인 번뇌를 말한다.

## 구생기번뇌
구생기번뇌(俱生起煩惱) 또는 구생기 번뇌는 구생기(俱生起)의 다른 말이다.

## 구속
구속(拘束)은 전(纏)의 다른 말이다.

## 구식십명
9식10명(九識十名,
영어: ten names of the ninth consciousness,
ten names of the ninth vijñāna) 또는 제9식10명(第九識十名)은 《종경록(宗鏡錄)》 제50권에 나오는, 제9식(第九識)을 가리키는 다음의 10가지 다른 명칭을 말한다.
1. 진식(眞識)
2. 무상식(無相識)
3. 법성식(法性識)
4. 불성진식(佛性眞識)
5. 실제식(實際識)
6. 법신식(法身識)
7. 자성청정식(自性清淨識)
8. 아마라식(阿摩羅識), 또는 번역하여 무구식(無垢識)
9. 진여식(眞如識)
10. 불가명목식(不可名目識)

## 구애
구애(拘礙)는 번뇌의 여러 다른 이름들 가운데 하나로, 번뇌가 능히 유정으로 하여금 갖가지 묘욕진(妙欲塵) 즉 5묘욕의 갖가지 대상에 '즐겨 집착[樂著]'하게 하고 또한 유정이 출세법(出世法) 즉 출세간법을 증득하는 것을 능히 장애 한다는 것을 뜻한다.

## 구업
구업(口業, 산스크리트어: vāk-karman)은 문자 그대로의 뜻은 '입으로 짓는 업'으로, 신업(身業) · 구업(口業) · 의업(意業)의 3업(三業) 가운데 하나이며, 어업(語業)이라고도 한다. 구업 또는 어업은 말로 짓는 온갖 언어적 행위를 말한다.

## 구역
구역(舊譯)은 현장(玄奘: 600~664) 이전에 한역(漢譯)된 불교 경전과 논서를 통칭하는 말이다. 구번(舊飜) · 고번(古飜) 또는 고역(古譯)이고도 한다. 불경의 한역에 있어서 현장은 획기적인 한 획을 그었는데, 이에 따라 현장 이전의 번역을 모두 구역이라고 하고 현장의 번역과 그 이후의 번역을 신역(新譯)이라 한다. 구역의 번역어를 구역어(舊譯語), 신역의 번역어를 신역어(新譯語)라고 한다.(참고: 중국의 불교#불경의 한역) 구역어를 사용한 지론종 · 섭론종 · 천태종 등의 종파와 인물들을 구역가(舊譯家)라고 하고, 신역어를 사용한 법상종 등의 종파와 인물들을 신역가(新譯家)라고 한다.

## 구지
- 9지(九地) = 미지정 · 중간정 · 4근본정 · 아래 3무색정[37]

## 궤
궤(匱)의 한자어 문자 그대로의 뜻에는 모자람 또는 결핍이 있으며, 이러한 뜻에서 번뇌의 동의어로 사용된다.

## 극략색
극략색(極略色)은 대승불교의 유식유가행파의 교학에서 법처소섭색(法處所攝色) 가운데 하나이다. 색을 세밀하게 나누어 이 나눔이 극한에 이르렀을 때 성립되는 물질의 최소단위를 말한다. 즉, 부파불교의 설일체유부의 물질론에서의 극미(極微) 또는 극미색(極微色)에 해당한다.

## 극형색
극형색(極迥色)은 대승불교의 유식유가행파의 교학에서 법처소섭색(法處所攝色) 가운데 하나인데, 볼 수 없는 곳에 존재하는[不在可見處] 색 즉 가히 볼 수 없는 색을 뜻한다. 간단히 말하면, 극형색은 극미의 상태의 현색을 말한다.

## 근
근은 다음을 뜻한다.
1. 근(勤): 정진(精進) · 노력(努力)
2. 근(根): 증상력(增上力), 뛰어난 힘
3. 근(根): 번뇌의 다른 이름
4. 근(近): 11품류 가운데 하나로, 가까이 있는 법

## 근(勤)
근(勤, 산스크리트어: vīrya, 팔리어: viriya,
영어: diligence,
energy,
perseverance,
enthusiasm,
sustained effort) · 정진(精進) 또는 노력(努力)은 설일체유부의 5위 75법에서 심소법(心所法: 46가지) 중 대선지법(大善地法: 10가지) 가운데 하나이며, 유식유가행파와 법상종의 5위 100법에서 심소법(心所法: 51가지) 중 선심소(善心所: 11가지) 가운데 하나이다. 음역하여 비리야(毘梨耶)라고도 한다. 설일체유부에 따르면, 근(勤)은 용한(勇悍: 날래고 사나움, 용맹스럽고 힘참), 즉 마음(6식 또는 8식, 즉 심왕, 즉 심법)으로 하여금 용맹스럽고 힘차게 노력하게 하는 것을 본질로 하는 마음작용이다. 즉, 악을 끊고 선을 닦는 데 있어 마음(6식 또는 8식, 즉 심왕, 즉 심법)을 용맹하게 하여 어려움에 굴하지 않고 계속하여 노력하게 하는 마음작용이다.
용한(勇悍)은 일반 사전적인 의미는 '날래고[勇] 사나움[悍]'인데, 불교 용어로서는 이 일반 사전적인 의미를 포함하며 또한 '용감하고 모짐, 결단력[勇]이 있고 인내[悍]함, 모질게 노력함'의 뜻이 있다. 간단히 말하면, 용한(勇悍)은 결단과 인내(determination and perseverance)를 뜻한다.
설일체유부의 중현(衆賢)은 《아비달마장현종론(阿毘達磨藏顯宗論)》에서, 근(勤)은 이미 생겨난 온갖 공덕(功德, 산스크리트어: guna)은 수호하고 과실(過失)은 내버리며, 아직 생겨나지 않은 온갖 공덕(功德)은 생겨나게 하고 과실(過失)은 생겨나지 않게 하는 것으로서, 마음(6식 또는 8식, 즉 심왕, 즉 심법)의 타락됨이 없는 것[無墮性]을 본질로 한다고 하였다. 즉 근(勤)이 존재하기 때문에 마음(6식 또는 8식, 즉 심왕, 즉 심법)은 참다운 이치에 따라 지어지는 일, 즉 선법(善法)의 공부(工夫)로 견고히 나아가 멈추지 않는다고 설명하고 있다.

## 근(根)
1. 근(根, 산스크리트어: indriya)은 뛰어난 힘, 역량 또는 작용력[自在], 즉 증상력(增上力, 산스크리트어: adhipatya)을 뜻한다.[64][65][66][67]
2. 근(根)은 번뇌의 다른 이름로, 번뇌가 불선(不善)의 소의(所依) 즉 발동근거가 된다는 것을 뜻한다.[68][69]

## 근(近)
근(近)은 가까이 있는 것 또는 가까이 있는 법이라는 뜻으로, 5온 각각이 가지는 과거(過去) · 미래(未來) · 현재(現在) · 내(內) · 외(外) · 추(麤) · 세(細) · 열(劣) · 승(勝) · 원(遠) · 근(近)의 총 11가지의 품류차별 또는 품류, 즉 11품류 가운데 '근'을 말한다.
현재의 색 · 수 · 상 · 행 또는 식을 뜻한다.
또는 색의 경우, 볼 수 있는 곳에 존재하는 색[在可見處] 즉 가히 볼 수 있는 색을 뜻하고, 수 · 상 · 행 · 식의 경우, 소의(즉 6근)가 그것에 미치는 힘이 강한 수 · 상 · 행 · 식을 뜻한다.

## 근본번뇌
근본번뇌(根本煩惱)는 탐(貪) · 진(瞋) · 치(癡) · 만(慢) · 의(疑) · 악견(惡見)의 6가지 번뇌성의 마음작용들을 말한다. 이들 중 치(癡)는 무명(無明)이라고도 하며, 악견(惡見)은 부정견(不正見) 또는 그냥 견(見)이라고도 한다. 이들 6가지 번뇌성의 마음작용들, 즉 6가지 번뇌(煩惱)들은 모든 번뇌의 근본이 된다는 뜻에서 근본번뇌라고 한다.

## 금강삼매
금강삼매(金剛三昧, 산스크리트어: vajra)는 금강유삼매(金剛喻三昧)라고도 하며 108삼매 가운데 언급되는 순서로 제10번째 삼매이다. 제9번째 삼매는 필당상삼매(畢幢相三昧)이고 제11번째 삼매는 입법인삼매(入法印三昧)이다.
《대지도론》 제47권에서는 다음과 같이 설명하고 있다.
 云何名金剛三昧？住是三昧能破諸三昧，是名金剛三昧。

 
무엇을 금강(金剛)삼매라 하느냐 하면, 이 삼매에 머무르면 모든 삼매를 깨뜨릴 수 있나니, 이것을 금강삼매라 하느니라.
 — 《대지도론》 제47권. 한문본 & 한글본

## 기
1. 기(欺: 속일 기)는 망어(妄語: 거짓말, 헛된 말)의 다른 말이다.
2. 기(記)는 '기별(記別) · 기표(記票) 또는 언표(言表)할 수 있다'를 뜻하는데 《성유식론》 제3권에 따르면 선(善) 혹은 악(惡) 혹은 이들 둘 다를 말한다. 선과 악은 각각 애과(愛果)와 비애과(非愛果) 즉 애락할 만한 과보와 애락할 만하지 않은 과보를 낳으며 승자체(勝自體) 즉 뛰어난 자체(自體) 즉 뛰어난 성질이므로 기별(記別)할 수 있기 때문에 기(記)라고 한다. 《구사론》과 《성유식론》에 따르면, 무기(無記)는 선도 아니고 악도 아닌 것, 즉 선 혹은 악으로 기별 또는 기표할 수 없는 것을 말한다.

## 기바
기바(耆婆)는 명자(命者,
산스크리트어: jiva,
팔리어: jīva)의 다른 말이다.

## 기어
기어(綺語, 산스크리트어: sajbhinna-pralāpa)는 도리에 어긋나는 교묘히 꾸민 말 또는 진실이 없는 교묘히 꾸민 말을 말한다. 잡예어(雜穢語) 또는 무의어(無義語)라고도 한다.
기어는 다음의 분류, 그룹 또는 체계의 한 요소이다.
- 10악(十惡) 가운데 하나이며, 그 중에서 구사(口四)의 하나이다.[91][92][93]
- 10선(十善) 가운데 불기어(不綺語)의 반대이다.[94]

## 기억
기억(記憶)은 염(念)의 마음작용의 다른 말이다. 참고: 의식#전5식과 의식

## 깨어 있음
1. 깨어 있음은 염(念, 산스크리트어: smṛti,
팔리어: sati,
영어: mindfulness,
awareness)의 다른 말이다.
2. 깨어 있음은 전통적인 불교 용어로는 성성(惺惺) 또는 성성착(惺惺著)이라고 한다.

## 참고 문헌
- 이 문서에는 다음커뮤니케이션(현 카카오)에서 GFDL 또는 CC-SA 라이선스로 배포한 글로벌 세계대백과사전의 내용을 기초로 작성된 글이 포함되어 있습니다.
- 가전연자 지음, 승가제바·축불념 한역, 권오민 번역 (K.943, T.1543). 《아비담팔건도론》. 한글대장경 검색시스템 - 전자불전연구소 / 동국역경원. K.943(24-695), T.1543(26-771).
- 고려대장경연구소. 《고려대장경 전자 불교용어사전》. 고려대장경 지식베이스 / (사)장경도량 고려대장경연구소.
- 고익진 (1989). 《한국 고대 불교 사상사》. 동국대학교 출판부.
- 곽철환 (2003). 《시공 불교사전》. 시공사 / 네이버 지식백과.
- 구나발타라(求那跋陀羅) 한역 (K.650, T.99). 《잡아함경》. 한글대장경 검색시스템 - 전자불전연구소 / 동국역경원. K.650(18-707), T.99(2-1).
- 구나발타라 한역, 번역자 미상 (K.54, T.353). 《승만경》. 한글대장경 검색시스템 - 전자불전연구소 / 동국역경원. K.54(6-1361), T.353(12-217).
- 구마라습 한역, 차차석 번역 (K.991, T.614). 《좌선삼매경》. 한글대장경 검색시스템 - 전자불전연구소 / 동국역경원. K.991(30-128), T.614(15-269).
- 권오민 (1991). 《경량부철학의 비판적 체계 연구》. 동국대학원 철학박사 학위논문.
- 권오민 (2003). 《아비달마불교》. 민족사.
- 담무참 한역, 번역자 미상 (K.105, T.374). 《대반열반경》. 일명 《북본열반경》. 한글대장경 검색시스템 - 전자불전연구소 / 동국역경원. K.105(9-1), T.374(12-365).
- 목건련 지음, 현장 한역, 송성수 번역 (K.945, T.1537). 《아비달마법온족론》. 한글대장경 검색시스템 - 전자불전연구소 / 동국역경원. K.945(24-1091), T.1537(26-453).
- 무착 지음, 바라파밀다라 한역, 이영무 번역 (K.586, T.1604). 《대승장엄경론》. 한글대장경 검색시스템 - 전자불전연구소 / 동국역경원. K.586(16-843), T.1604(31-589).
- 무착 지음, 현장 한역 (K.571, T.1602). 《현양성교론》. 한글대장경 검색시스템 - 전자불전연구소 / 동국역경원. K.571(16-1), T.1602(31-480).
- 무착 지음, 현장 한역, 이한정 번역 (K.572, T.1605). 《대승아비달마집론》. 한글대장경 검색시스템 - 전자불전연구소 / 동국역경원. K.572(16-157), T.1605(31-663).
- 미륵 지음, 현장 한역, 강명희 번역 (K.614, T.1579). 《유가사지론》. 한글대장경 검색시스템 - 전자불전연구소 / 동국역경원. K.570(15-465), T.1579(30-279).
- 법구 지음, 승가발마 등 한역, 김형준 번역 (K.960, T.1552). 《잡아비담심론》. 한글대장경 검색시스템 - 전자불전연구소 / 동국역경원. K.960(28-391), T.1552(28-869).
- 법승 지음, 승가제바·혜원 한역, 김재천 번역 (K.959, T.1550). 《아비담심론》. 한글대장경 검색시스템 - 전자불전연구소 / 동국역경원. K.959 (28-355), T.1550 (28-809).
- 법장 술, 노혜남 번역 (K.1513, T.1733). 《화엄경탐현기》. 한글대장경 검색시스템 - 전자불전연구소 / 동국역경원. K.1513(47-458), T.1733(35-107).
- 불타야사·축불념 한역, 번역자 미상 (K.647, T.1). 《장아함경》. 한글대장경 검색시스템 - 전자불전연구소 / 동국역경원. K.647(17-815), T.1(1-1).
- 사리자 설, 현장 한역, 송성수 번역 (K.946, T.1536). 《아비달마집이문족론》. 한글대장경 검색시스템 - 전자불전연구소 / 동국역경원. K.946(24-1183), T.1536(26-367).
- 서정형 (2004). 《나가르주나 『중론』(해제)》. 서울대학교 철학사상연구소 / 네이버 지식백과.
- 서정형 (2004b). 《『밀린다팡하』(해제)》. 서울대학교 철학사상연구소 / 네이버 지식백과.
- 세우 지음, 구나발타라·보리야사 한역, 송성수 번역 (K.950, T.1541). 《중사분아비담론》. 한글대장경 검색시스템 - 전자불전연구소 / 동국역경원. K.950(25-271), T.1541(26-627).
- 세우 지음, 현장 한역, 송성수 번역 (K.949, T.1542). 《아비달마품류족론》. 한글대장경 검색시스템 - 전자불전연구소 / 동국역경원. K.949(25-149), T.1542(26-692).
- 세친 지음, 현장 한역, 권오민 번역 (K.955, T.1558). 《아비달마구사론》. 한글대장경 검색시스템 - 전자불전연구소 / 동국역경원. K.955(27-453), T.1558(29-1).
- 세친 지음, 현장 한역, 김묘주 번역 (K.594, T.1597). 《섭대승론석》. 한글대장경 검색시스템 - 전자불전연구소 / 동국역경원. K.594(17-76), T.1597(31-321).
- 세친 지음, 현장 한역, 송성수 번역 (K.618, T.1612). 《대승오온론》. 한글대장경 검색시스템 - 전자불전연구소 / 동국역경원. K.618(17-637), T.1612(31-848).
- 세친 지음, 현장 한역, 송성수 번역 (K.644, T.1614). 《대승백법명문론》. 한글대장경 검색시스템 - 전자불전연구소 / 동국역경원. K.644(17-808), T.1614(31-855).
- 승가제바(僧伽提婆) 한역. 《중아함경》. 한글대장경 검색시스템 - 전자불전연구소 / 동국역경원.
- 안혜 지음, 지바하라 한역, 조환기 번역 (K.619, T.1613). 《대승광오온론》. 한글대장경 검색시스템 - 전자불전연구소 / 동국역경원. K.619(17-641), T.1613(31-850).
- 안혜 지음, 현장 한역, 이한정 번역 (K.576, T.1605). 《대승아비달마잡집론》. 한글대장경 검색시스템 - 전자불전연구소 / 동국역경원. K.576(16-228), T.1606(31-694).
- 오백 아라한 지음, 현장 한역, 송성수 번역 (K.952, T.1545). 《아비달마대비바사론》. 한글대장경 검색시스템 - 전자불전연구소 / 동국역경원. K.952(26-1,27-1), T.1545(27-1).
- 운월 (2005). 《근본불교의 수행체계에 대하여》. 한국선학회.
- 운허.  동국역경원 편집, 편집. 《불교 사전》.
- 용수 지음, 구마라습 한역, 김성구 번역 (K.549, T.1509). 《대지도론》. 한글대장경 검색시스템 - 전자불전연구소 / 동국역경원. K.549(14-493), T.1509(25-57).
- 용수 지음, 구마라습 한역, 박인성 번역 (K.577, T.1564). 《중론》. 한글대장경 검색시스템 - 전자불전연구소 / 동국역경원. K.577(16-350), T.1564(30-1).
- 제바설마 지음, 현장 한역, 송성수 번역 (K.947, T.1539). 《아비달마식신족론》. 한글대장경 검색시스템 - 전자불전연구소 / 동국역경원. K.947 (25-1), T.1539 (26-531).
- 중현 지음, 현장 한역, 권오민 번역 (K.956, T.1562). 《아비달마순정리론》. 한글대장경 검색시스템 - 전자불전연구소 / 동국역경원. K.956(27-680), T.1562(29-329).
- 중현 지음, 현장 한역, 권오민 번역 (K.957, T.1563). 《아비달마장현종론》. 한글대장경 검색시스템 - 전자불전연구소 / 동국역경원. K.957(28-1), T.1563(29-777).
- 축불념 한역, 노혜능 번역 (K.530, T.1485). 《보살영락본업경》. 한글대장경 검색시스템 - 전자불전연구소 / 동국역경원. K.530(14-374), T.1485(24-1010).
- 최봉수 (1999). 〈색온에서의 색의 의미 - 구사론과 청정도론의 색온론을 비교하여〉. 《불교학보》.
- 현장 한역, 김달진 번역 (K.154, T.676). 《해심밀경》. 한글대장경 검색시스템 - 전자불전연구소 / 동국역경원. K.154(10-709), T.676(16-688).
- 호법 등 지음, 현장 한역, 김묘주 번역 (K.614, T.1585). 《성유식론》. 한글대장경 검색시스템 - 전자불전연구소 / 동국역경원. K.614(17-510), T.1585(31-1).
- 황욱 (1999). 《무착[Asaṅga]의 유식학설 연구》. 동국대학원 불교학과 박사학위논문.
- (영어) Bodhi, Bhikkhu (trans.) (2000). 《The Connected Discourses of the Buddha: A Translation of the Samyutta Nikaya》. Boston: Wisdom Publications. ISBN 0-86171-331-1.
- (영어) Dawson, John (1888). 《A Classical Dictionary Of Hindu Mythology And Religion Geography History And Literature》. London: Trübner.
- (영어) DDB. 《Digital Dictionary of Buddhism (電子佛教辭典)》. Edited by A. Charles Muller.
- (영어) Macdonell, Arthur Anthony (1929). 《A practical Sanskrit dictionary with transliteration, accentuation, and etymological analysis throughout》. London: Oxford University Press.
- (영어) Gethin, R.M.L. (1992). 《The Buddhist Path to Awakening: A Study of the Bodhi-Pakkhiyā Dhammā》. Leiden: E.J. Brill. ISBN 90-04-09442-3.
- (영어) Rhys Davids, Caroline A.F. ([1900], 2003). 《Buddhist Manual of Psychological Ethics, of the Fourth Century B.C., Being a Translation, now made for the First Time, from the Original Pāli, of the First Book of the Abhidhamma-Piṭaka, entitled Dhamma-Saṅgaṇi (Compendium of States or Phenomena)》. Whitefish, MT: Kessinger Publishing. ISBN 0-7661-4702-9.
- (영어) Sanskrit and Tamil Dictionaries. 《Cologne Digital Sanskrit Dictionaries》. Institute of Indology and Tamil Studies, Cologne University (www.sanskrit-lexicon.uni-koeln.de).
- (영어) Rhys Davids, T.W. & William Stede (eds.) (1921-5). 《The Pali Text Society's Pali–English Dictionary》. Chipstead: Pali Text Society.
- (영어) Thanissaro Bhikkhu (1996, 1998). 《Wings to Awakening》. Retrieved 2008-07-07 from "Access to Insight" at http://www.accesstoinsight.org/lib/authors/thanissaro/wings/index.html.
- (중국어) 가다연니자 조, 현장 한역 (T.1544). 《아비달마발지론(阿毘達磨發智論)》. 대정신수대장경. T26, No. 1544, CBETA.
- (중국어) 가전연자 지음, 승가제바·축불념 한역 (T.1543). 《아비담팔건도론(阿毘曇八犍度論)》. 대정신수대장경. T26, No. 1543, CBETA.
- (중국어) 구나발타라(求那跋陀羅) 한역 (T.99). 《잡아함경(雜阿含經)》. 대정신수대장경. T2, No. 99, CBETA.
- (중국어) 구나발타라 한역 (T.353). 《승만경(勝鬘經)》. 대정신수대장경. T12, No. 353, CBETA.
- (중국어) 구마라습 한역 (T.614). 《좌선삼매경(坐禪三昧經)》. 대정신수대장경. T15, No. 614, CBETA. }
- (중국어) 규기 찬 (T.1830). 《성유식론술기(成唯識論述記)》. 대정신수대장경. T43, No. 1830, CBETA.
- (중국어) 규기 찬 (T.1861). 《대승법원의림장(大乘法苑義林章)》. 대정신수대장경. T45, No. 1861, CBETA.
- (중국어) 길장 찬 (T.1744). 《승만보굴(勝鬘寶窟)》. 대정신수대장경. T37, No. 1744, CBETA.
- (중국어) 담무참 한역 (T.374). 《대반열반경(大般涅槃經)》. 일명 《북본열반경》. 대정신수대장경. T12, No. 374, CBETA.
- (중국어) 목건련 조, 현장 한역 (T.1537). 《아비달마법온족론(阿毘達磨法蘊足論)》. 대정신수대장경. T26, No. 1537, CBETA.
- (중국어) 무착 조, 바라파밀다라 한역 (T.1604). 《대승장엄경론(大乘莊嚴經論)》. 대정신수대장경. T31, No. 1604, CBETA.
- (중국어) 무착 조, 현장 한역 (T.1602). 《현양성교론(顯揚聖教論)》. 대정신수대장경. T31, No. 1602, CBETA.
- (중국어) 무착 조, 현장 한역 (T.1605). 《대승아비달마집론(大乘阿毘達磨集論)》. 대정신수대장경. T31, No. 1605, CBETA.
- (중국어) 미륵 조, 현장 한역 (T.1579). 《유가사지론(瑜伽師地論)》. 대정신수대장경. T30, No. 1579. CBETA.
- (중국어) 법구 조, 승가발마 등 한역 (T.1552). 《잡아비담심론(雜阿毘曇心論)》. 대정신수대장경. T28, No. 1552, CBETA.
- (중국어) 법승 조, 승가제바·혜원 한역 (T.1550). 《아비담심론(阿毘曇心論)》. 대정신수대장경. T28, No. 1550, CBETA.
- (중국어) 법운 편찬 (T.2131). 《번역명의집(翻譯名義集)》. 대정신수대장경. T54, No. 2131, CBETA.
- (중국어) 법장 술 (T.1733). 《화엄경탐현기(華嚴經探玄記)》. 대정신수대장경. T35, No. 1733, CBETA.
- (중국어) 佛門網. 《佛學辭典(불학사전)》.
- (중국어) 불타야사·축불념 한역 (T.1). 《장아함경(長阿含經)》. 대정신수대장경. T1, No. 1, CBETA. }
- (중국어) 사리자 설, 현장 한역 (T.1536). 《아비달마집이문족론(阿毘達磨集異門足論)》. 대정신수대장경. T26, No. 1536, CBETA.
- (중국어) 색건타라 조, 현장 한역 (T.1554). 《입아비달마론(入阿毘達磨論)》. 대정신수대장경. T28, No. 1554, CBETA. }
- (중국어) 星雲. 《佛光大辭典(불광대사전)》 3판.
- (중국어) 세우 조, 구나발타라·보리야사 한역 (T.1541). 《중사분아비담론(眾事分阿毘曇論)》. 대정신수대장경. T26, No. 1541, CBETA.
- (중국어) 세우 조, 현장 한역 (T.1542). 《아비달마품류족론(阿毘達磨品類足論)》. 대정신수대장경. T26, No. 1542, CBETA.
- (중국어) 세친 조, 진제 한역 (T.1559). 《아비달마구사석론(阿毘達磨俱舍釋論)》. 대정신수대장경. T29, No. 1559, CBETA.
- (중국어) 세친 조, 현장 한역 (T.1558). 《아비달마구사론(阿毘達磨俱舍論)》. 대정신수대장경. T29, No. 1558, CBETA.
- (중국어) 세친 조, 현장 한역 (T.1597). 《섭대승론석(攝大乘論釋)》. 대정신수대장경. T31, No. 1597, CBETA.
- (중국어) 세친 조, 현장 한역 (T.1612). 《대승오온론(大乘五蘊論)》. 대정신수대장경. T31, No. 1612, CBETA.
- (중국어) 세친 조, 현장 한역 (T.1614). 《대승백법명문론(大乘百法明門論)》. 대정신수대장경. T31, No. 1614, CBETA.
- (중국어) 세친 조, 현장 한역, 규기 주해 (T.1836). 《대승백법명문론해(大乘百法明門論解)》. 대정신수대장경. T44, No. 1836_, CBETA.
- (중국어) 승가제바(僧伽提婆) 한역 (T.26). 《중아함경(中阿含經)》. 대정신수대장경. T1, No. 26, CBETA.
- (중국어) 阿含辭典. 《阿含辭典(아함사전)》.
- (중국어) 안혜 조, 지바하라 한역 (T.1613). 《대승광오온론(大乘廣五蘊論)》. 대정신수대장경. T31, No. 1613, CBETA.
- (중국어) 안혜 조, 현장 한역 (T.1606). 《대승아비달마잡집론(大乘阿毘達磨雜集論)》. 대정신수대장경. T31, No. 1606, CBETA.
- (중국어) 연수 편찬 (T.2016). 《종경록(宗鏡錄)》. 대정신수대장경. T48, No. 2016, CBETA.
- (중국어) 오백 아라한 조, 현장 한역 (T.1545). 《아비달마대비바사론(阿毘達磨大毘婆沙論)》. 대정신수대장경. T27, No. 1545, CBETA.
- (중국어) 용수 조, 구마라습 한역 (T.1509). 《대지도론(大智度論)》. 대정신수대장경. T25, No. 1509, CBETA. }
- (중국어) 용수 조, 구마라습 한역 (T.1564). 《중론(中論)》. 대정신수대장경. T30, No. 1564, CBETA.
- (중국어) 원측 찬 (X.369). 《해심밀경소(解深密經疏)》. 만신찬속장경. X21, No. 369, CBETA.
- (중국어) 원휘(圓暉) (T.1823). 《구사론송소론본(俱舍論頌疏論本)》. 대정신수대장경. T41, No. 1823, CBETA.
- (중국어) 丁福保. 《佛學大辭典(불학대사전)》. 一行佛學辭典搜尋.
- (중국어) 제관 록 (T.1931). 《천태사교의(天台四教儀)》. 대정신수대장경. T46, No. 1931, CBETA.
- (중국어) 제바설마 조, 현장 한역 (T.1539). 《아비달마식신족론(阿毘達磨識身足論)》. 대정신수대장경. T26, No. 1539, CBETA.
- (중국어) 중현 조, 현장 한역 (T.1562). 《아비달마순정리론(阿毘達磨順正理論)》. 대정신수대장경. T29, No. 1562, CBETA.
- (중국어) 중현 조, 현장 한역 (T.1563). 《아비달마장현종론(阿毘達磨藏顯宗論)》. 대정신수대장경. T29, No. 1563, CBETA.
- (중국어) 지의 설, 관정 록 (T.1783). 《금광명경현의(金光明經玄義)》. 대정신수대장경. T39, No. 1783, CBETA. }
- (중국어) 지의 설, 법신 기 (T.1916). 《석선바라밀차제법문(釋禪波羅蜜次第法門)》. 대정신수대장경. T46, No. 1916, CBETA.
- (중국어) 축불념 한역 (T.1485). 《보살영락본업경(菩薩瓔珞本業經)》. 대정신수대장경. T24, No. 1485, CBETA.
- (중국어) 현장 한역 (T.1563). 《해심밀경(解深蜜經)》. 대정신수대장경. T16, No. 676, CBETA.
- (중국어) 혜원 찬 (T.1851). 《대승의장(大乘義章)》. 대정신수대장경. T44, No. 1851, CBETA.
- (중국어) 호법 등 지음, 현장 한역 (T.1585). 《성유식론(成唯識論)》. 대정신수대장경. T31, No. 1585, CBETA.